# Gregor MacGregor
Gregor MacGregor (Edimburgo, 24 dicembre 1786 – Caracas, 3 dicembre 1845) è stato un militare, avventuriero e truffatore britannico.
Dopo aver combattuto nelle guerre d'indipendenza sudamericane, tornò in Inghilterra nel 1820, dove si fece passare per cacicco di "Poyais" (nota anche come Principato di Poyais, Territorio di Poyais, Repubblica di Poyais), un'inesistente nazione dell'America centrale da lui inventata, grazie alla quale truffò diversi investitori e aspiranti pionieri.

## Biografia

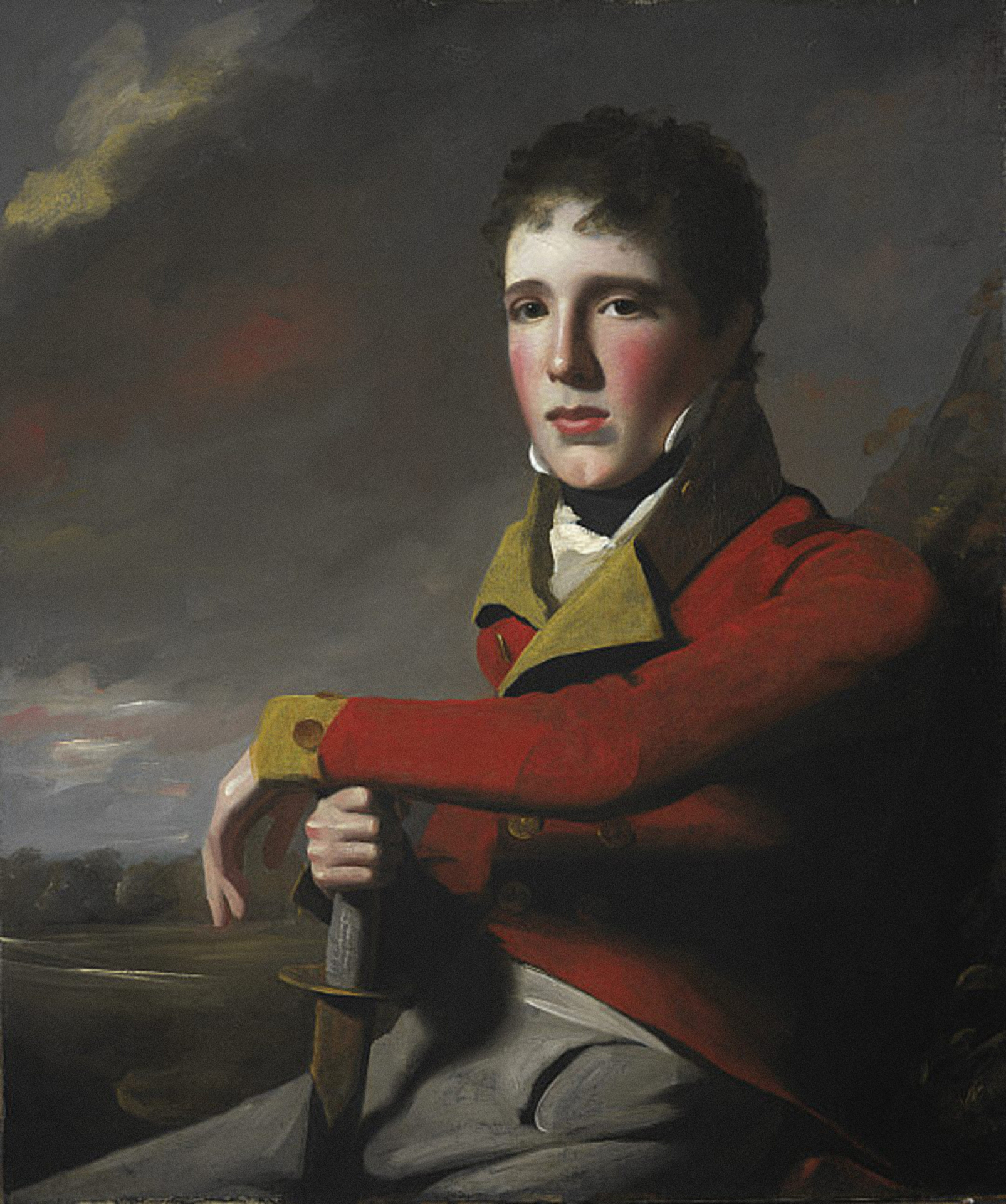
MacGregor con l'uniforme dell'esercito britannico

MacGregor nacque a Edimburgo, in Scozia, dal capitano Daniel MacGregor e da Ann Austin. Nel 1803 si arruolò nella Royal Navy. Si sposò nel 1805 con Marie Bowater, che morì poco tempo dopo. Servì poi negli eserciti spagnolo e portoghese, dopo di che fece ritorno a Edimburgo. Più o meno in questo periodo, MacGregor venne a sapere dei movimenti indipendentisti sudamericani e nella Capitaneria Generale del Venezuela in particolare: proprio in Venezuela si recò nel 1811, con il grado di colonnello. Nel 1817 comandò una squadra di 55 uomini per strappare San Fernandina su Amelia Island agli Spagnoli. Sfruttando l'effetto sorpresa, gli uomini di MacGregor ebbero la meglio e occuparono l'isola e, il 29 giugno, MacGregor poté issarvi la bandiera con la croce verde.

### Cacicco di Poyais

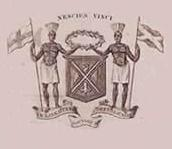
La "bandiera" di Poyais

Gregor MacGregor ripartì poi dall'America Latina per tornare a Londra nel 1820. Qui giunto, affermò di essere stato nominato cacicco (termine con il quale si indicava l'autorità più alta o il principe in America Latina) del Principato di Poyais, una nazione indipendente nella Baia di Honduras. Stando al suo racconto, il re George Frederic Augustus I della tribù dei Miskito gli avrebbe ceduto il territorio di Poyais, 32.400 km² di terra fertile e ricca di risorse incontaminate, con un piccolo numero di coloni di origine britannica e nativi di natura pacifica e amichevole. Lo stesso MacGregor avrebbe gettato le basi per la formazione di una nazione, creando un apparato burocratico e un esercito e proclamando un governo democratico.
Ora, diceva, aveva bisogno di coloni e di investitori ed era tornato in Gran Bretagna per pubblicizzare la cosa. All'epoca, gli uomini d'affari britannici erano ansiosi di entrare nel grande mercato dell'America latina, che gli era precluso a causa della presenza della Spagna. La proposta di MacGregor era tanto più allettante alla luce delle guerre per l'indipendenza che in quel periodo si combattevano in molti stati sudamericani: i nuovi governi della Colombia, del Cile e del Perù avevano già infatti emesso obbligazioni al Royal Exchange di Londra per raccogliere somme di denaro.
L'alta società londinese fu inoltre subito catturata dalla figura colorita e pittoresca di MacGregor, ed egli e la sua seconda moglie, la creola venezuelana Josefa Andrea Aristeguieta Lovera, ricevettero molti inviti. Il Lord Mayor di Londra, Christopher Magnay, organizzò persino un ricevimento ufficiale nella Guildhall. MacGregor affermava di discendere dal clan scozzese dei MacGregor e di avere come antenato addirittura il celebre eroe "Rob Roy" MacGregor. Contribuirono molto al suo successo in società i suoi racconti, notevolmente abbelliti, delle sue imprese nella guerra d'indipendenza spagnola all'epoca di Napoleone e quindi al servizio di Francisco de Miranda, Simón Bolívar e delle guerre d'indipendenza sudamericane.
MacGregor venne presentato al maggiore William John Richardson che, nell'inverno 1821, fu da lui nominato legato di Poyais. Si era trasferito a Oak Hall, nella proprietà di Richardson nell'Essex, dove teneva un tenore di vita molto lussuoso, confacente col suo status di "principe". Un ufficio per la Legazione del Territorio di Poyais venne aperto a Dowgate Hill nella City. Splendidi banchetti a Oak Hall e ricevimenti cui invitava ambasciatori stranieri, ministri e alti ufficiali dell'esercito fecero ulteriormente aumentare la sua popolarità. MacGregor affermò inoltre che uno dei suoi antenati era uno dei pochi superstiti del cosiddetto "progetto di Darién", un fallito tentativo da parte della Scozia di creare colonie a Panama nel 1695: per risarcire la Scozia di questo insuccesso, aveva deciso che gli aspiranti coloni provenienti dalla Scozia avrebbero avuto la precedenza nella sua impresa.
A questo scopo, aprì degli uffici a Edimburgo e a Glasgow. A Edimburgo, MacGregor iniziò a vendere i diritti sulla terra di Poyais a 3 scellini e 3 pence per acro, un prezzo per l'epoca molto generoso, che crebbe rapidamente fino a 4 scellini. Molti, desiderosi di abbandonare una vita di povertà e di fare fortuna in America, aderirono al progetto assieme alle loro famiglie. Il 23 ottobre 1822 MacGregor contrasse un prestito per un totale di £200.000 a nome del governo di Poyais, nella forma di 2.000 obbligazioni al portatore del valore di £100 ciascuna.
Sempre nel 1822 MacGregor pubblicò una guida di Poyais di 350 pagine intitolata Sketch of the Mosquito Shore, including the Territory of Poyais, descriptive of the country, scritta apparentemente da un certo capitano Thomas Strangeways. In essa, Poyais era descritta in termini entusiastici e grande enfasi veniva posta sul profitto che si poteva trarre dalle abbondanti risorse presenti sul territorio. Poyais veniva definita una regione decisamente ospitale per gli immigrati britannici, già dotata di infrastrutture, ricchissima di miniere di oro e di argento e con larghi appezzamenti di terra fertile pronti per essere colonizzati. A Poyais, persino, non c'era pericolo di malattie tropicali. Nel libro era anche scritto che i primi coloni britannici avevano fondato la capitale di Poyais, St Joseph, negli anni trenta del XVIII secolo.

### Le spedizioni di coloni
La Legazione di Poyais caricò una nave battezzata Honduras Packet, il cui equipaggio MacGregor già conosceva, e furono stipulati accordi con cinque commercianti di Londra per rifornire la nave di cibo e munizioni. La sua stiva trasportava anche un baule pieno di "dollari di Poyais", valuta di Poyais che MacGregor aveva stampato in Scozia. Molti dei coloni avevano cambiato le loro sterline con dollari di Poyais. Il 10 settembre 1822 la Honduras Packet partì dal porto di Londra con 70 aspiranti pionieri a bordo, tra cui dottori, avvocati e un banchiere cui erano state promesse posizioni appropriate nell'apparato statale di Poyais. Alcuni avevano anche acquistato i gradi di ufficiale nell'esercito di Poyais.
Il 22 gennaio 1823 un'altra nave, la Kennersley Castle, lasciò Leith Harbour in Scozia alla volta di Poyais con 200 passeggeri e scorte sufficienti per un anno. Arrivò a destinazione il 20 marzo e passò i successivi due giorni nella ricerca di un porto dove attraccare. Finalmente, i nuovi arrivati trovarono i coloni che erano partiti con la Honduras Packet. Ciò che questi ultimi avevano trovato al loro arrivo era una giungla inviolata, alcuni nativi e una coppia di eremiti americani che si erano stabiliti lì. La capitale "Saint Joseph" consisteva in alcune rovine di un precedente tentativo di insediamento abbandonato del secolo precedente. Non c'era alcuna colonia: la Honduras Packet era stata spazzata via da una tempesta.
Dopo che alcuni dei naufraghi ebbero iniziato a costruire dei rudimentali rifugi, gli ufficiali e i funzionari decisero di cercare un modo per andarsene: il tenente colonnello Hector Hall, che sarebbe dovuto diventare il governatore di Poyais, partì per cercare la Honduras Packet o un'altra nave che li riportasse in Gran Bretagna. Iniziarono a sorgere dispute fra i coloni e alcuni di essi, che si aspettavano di trovare condizioni ben diverse e sistemazioni di un certo livello, si rifiutarono di fare alcunché. La Kennersley Castle era ripartita. Le malattie tropicali iniziarono a fare le prime vittime. Uno dei coloni, che aveva investito tutti i suoi risparmi per ottenere un posto sulla nave, si suicidò.
Ad aprile, la Mexican Eagle, una nave proveniente dall'Honduras Britannico con a bordo il "chief magistrate", trovò per caso i naufraghi. Il magistrato Bennet ascoltò la loro storia e li informò che un posto di nome Poyais non esisteva. Acconsentì poi a riportarli nell'Honduras Britannico. Un paio di giorni dopo il colonnello Hall tornò con il re George Frederic Augustus I e riferì che il re aveva revocato la concessione della terra perché MacGregor ne aveva assunto la sovranità. La Mexican Eagle riportò nell'Honduras Britannico 60 coloni, i restanti vennero salvati in seguito. Molti di loro erano già molto provati, e parecchi morirono in seguito negli ospedali dell'Honduras; 180 persone sulle 240 che erano partite dall'Europa morirono.
Edward Codd, sovrintendente del Belize, mandò subito un messaggio a Londra, da dove dei vascelli vennero inviati per richiamare indietro cinque navi cariche di coloni che nel frattempo erano partite dopo la Kennersley Castle. I coloni che decisero di non rimanere nell'Honduras Britannico o in altri territori americani si imbarcarono sulla nave Ocean il 1º agosto 1823 per rientrare a Londra. Altri ancora morirono durante questo viaggio, e meno di 50 persone ritornarono vive in Gran Bretagna. Settantadue giorni dopo la partenza, la Ocean attraccò a Londra.
Il giorno seguente, i giornali della città pubblicarono tutta la storia: tuttavia, nonostante le esperienze passate dai sopravvissuti, alcuni di loro si rifiutarono ostinatamente di credere che dietro a tutto ciò ci fosse proprio MacGregor. Uno di essi, James Hastie, che aveva perso due figli a causa delle malattie tropicali, scrisse e pubblicò un libro intitolato Narrative of a Voyage in the Ship Kennersley Castle from Leith Roads to Poyais, in cui incolpava della truffa i consiglieri di Sir Gregor ed i pubblicisti per avere diffuso informazioni false. Un gruppo di sopravvissuti firmò una dichiarazione in cui sostenevano che, se Sir Gregor fosse venuto con loro, le cose sarebbero andate in modo diverso. Il maggiore Richardson fece causa ai giornali per calunnia e difese MacGregor dall'accusa di frode. Ma MacGregor, comunque, era già partito per Parigi a ottobre.

### La truffa di Poyais in Francia
MacGregor aveva già preso contatti con la società commerciale Compagnie de la Nouvelle Neustrie e li aveva incaricati di promuovere l'affare di Poyais in Francia. Nel marzo 1825 MacGregor convocò da Londra Gustavus Butler Hippisley, una sua conoscenza dai tempi dell'esercito, col pretesto di discutere della sua nomina di rappresentante di Poyais in Colombia: disse a Hippisley che aveva bisogno dell'aiuto del governo francese per ottenere una formale rinuncia su qualsiasi pretesa (in realtà inesistente) che la Spagna potesse avanzare su Poyais e che si era già incontrato col primo ministro francese Jean-Baptiste de Villèle.
MacGregor e la Nouvelle Neustrie già progettavano di mandare emigranti francesi a Poyais. Hippisley scrisse a Londra, criticando i giornalisti che avevano definito MacGregor un "avventuriero spiantato". In agosto, MacGregor pubblicò una nuova costituzione di Poyais: l'aveva fatta diventare una repubblica con se stesso come capo di Stato. Il 18 agosto 1825 contrasse un prestito di £300.000 al 2,5% di interesse presso la banca londinese Thomas Jenkins & Company; contemporaneamente, la Nouvelle Neustrie reclutò coloni alla condizione che acquistassero azioni della compagnia per il valore di 100 franchi.
Quando i funzionari francesi si accorsero che un elevato numero di persone avevano ottenuto il passaporto per recarsi in una nazione di cui non avevano mai sentito parlare, requisirono il vascello della Nouvelle Neustrie a Le Havre. Alcuni degli emigranti in partenza capirono che qualcosa non andava e chiesero che si facessero indagini sulle attività della Nouvelle Neustrie e su Sir Gregor. Hippisley fu arrestato, ma MacGregor non fu trovato. Hippisley e il segretario di MacGregor, Thomas Irving, vennero rinchiusi nella prigione di La Force mentre la polizia svolgeva le sue indagini.
Lehuby, uno dei dirigenti della Nouvelle Neustrie, scappò in Belgio. MacGregor riuscì a rimanere nascosto finché non venne arrestato e condotto in prigione il 7 dicembre, due mesi dopo i primi arresti. Cercò in tutti i modi di tranquillizzare i suoi soci e nel gennaio 1826 scrisse un proclama alle nazioni dell'America centrale, scritto in lingua francese perché pensato soprattutto per il pubblico francese. Gli accusati vennero quindi trasferiti a Bicêtre. Il processo ebbe inizio il 6 aprile 1826.
MacGregor, Hippisley, Irving e Lehuby (in absentia) furono accusati di frode; il loro avvocato, Merilhou, addossò tutta la responsabilità a Lehuby e l'accusa si dichiarò disposta a chiudere il procedimento se gli imputati fossero stati deportati dalla Francia. Inizialmente la corte si dichiarò favorevole, ma i giudizi cambiarono idea quando il Belgio acconsentì a estradare Lehuby. L'avvocato Merilhou venne poi sentito come testimone dell'accusa. Il nuovo processo iniziò il 10 luglio 1826 e durò quattro giorni. Il sostituto di Merilhou, Berville, con eloquenza diede la colpa dell'accaduto a tutti tranne che a MacGregor. MacGregor venne assolto e Hippisley e Irving rilasciati, Lehuby fu condannato a 13 mesi per aver fatto false promesse.

### Altri tentativi
Nel 1826 MacGregor tornò a Londra, dove nel frattempo il clamore sui suoi misfatti era ormai dimenticato. Poco dopo il suo arrivo fu arrestato e portato alla prigione di Tothill Fields Bridewell a Westminster in base ad accuse oggi sconosciute, e venne rilasciato in meno di una settimana. Tornò quindi a dedicarsi alla sua truffa, stavolta con alcune modifiche. Affermò che i nativi (che, di nuovo, non esistevano affatto) lo avevano eletto capo di Stato e divenne quindi "cacicco della Repubblica di Poyais", e aprì un nuovo ufficio al n. 23 di Threadneedle Street nella City, senza tanto apparato e su scala molto minore che in passato.
Mise insieme un prestito per £800.000 con obbligazioni ventennali con Thomas Jenkins & Company come intermediario. L'annuncio venne dato nell'estate del 1827. Tuttavia, gli investitori si erano fatti più cauti e qualcuno fece circolare un volantino che metteva in guardia dall'investire nell'"imbroglio di Poyais". MacGregor dovette cedere la maggior parte dei certificati rimasti invenduti a un consorzio di speculatori per una somma che non venne resa nota e questa volta riuscì a guadagnarci ben poco.
Anche i successivi piani che implicavano sempre l'affare di Poyais ebbero scarsa fortuna. Nel 1828 MacGregor cercò di vendere appezzamenti di terreno di Poyais al prezzo di 5 scellini per acro. Nel 1830 però Robert Charles Frederic, fratello e successore di re George Frederic, iniziò a mettere in vendita gli stessi territori a compagnie impegnate nello sfruttamento del legname. Questi certificati confliggevano con quelli di MacGregor. Quando i primi investitori chiesero i loro interessi, l'unico modo che egli aveva di pagare fu quello di emettere altri certificati del valore degli interessi che doveva. Inoltre, la truffa iniziava ad essere sfruttata anche da altri: due uomini di nome Upton aprirono un "ufficio poyaisiano" rivale e iniziarono a mettere in vendita terreni.
Nel 1831 MacGregor propose un nuovo "capitale consolidato poyaisiano al tre per cento" in qualità di "Presidente della Repubblica poyaisiana". Nel 1834, mentre si trovava in Scozia, fu costretto ad emettere una nuova serie di certificati per la terra come pagamento di alcune garanzie non rimborsate. Nel 1836 scrisse una nuova costituzione per la sua Repubblica. L'ultima testimonianza di un tentativo di truffa legato a Poyais risale al 1837, quando cercò di nuovo di vendere alcuni certificati. Nel 1839 Gregor MacGregor si trasferì in Venezuela, dove chiese e ottenne che gli fosse versata una pensione in quanto generale che aveva combattuto per l'indipendenza. Morì a Caracas il 3 dicembre 1845.
Dice uno dei suoi biografi venezuelani: "Nonostante sia sepolto nel Pantheon Nazionale, oggi non viene quasi ricordato. Azzarderò un motivo per dimenticarlo: MacGregor non era solo un Maestro Massone con lauree raccolte da Glasgow a Londra e un guerriero capace di sconfiggere qualunque fosse il battaglione spagnolo messo davanti; MacGregor era, inoltre, un imbroglione rischioso, perseverante e ingegnoso".